# Pacha Mama
Pacha Mama o Pachamama o més usualment pacha (de l'aimara i quítxua pacha: terra i, per extensió bastant moderna "món", "cosmos"; i mama: mare -és a dir "Mare Terra") és la gran deïtat, entre els pobles indígenes dels Andes Centrals d'Amèrica del Sud. La Pachamama és descrita com la Terra en un sentit holístic, però no el sòl o la terra geològica, així com tampoc el cel cristià és el cel cosmogràfic. La Pachamama ho és tot, ho explica tot i si bé no està localitzada, particularment se la ubica en certs llocs naturals (ulls d'aigua -fonts-, vessants, turons) o construïts (forats, apachetas -espècie de mollons, constituïts generalment per petits monticles de pedres-). Això no obstant, es tracta d'una divinitat, immediata i quotidiana, que actua directament i presèncial i amb la qual es dialoga permanentment, ja sigui tot demanant-li alguna cosa o disculpant-se per alguna falta comesa.
La Pachamama no és una divinitat pròpiament creadora, però sí que és protectora; aixopluga als homes, possibilita la vida i afavoreix la fecunditat i la fertilitat. A canvi d'aquesta ajuda i protecció, el pastor de la Puna Meridional està obligat a oferir a la Pacha part del que rep, no només en els moments i llocs predeterminats per al ritual sinó, particularment, en tots els esdeveniments culturalment significatius, configurant així una sort de reciprocitat "(Merlino i Rabey 1983). La caracterització que fan els antropòlegs Rodolfo Merlino i Mario Rabey per al culte a la Pachamama al nord-oest argentí coincideix en trets generals amb les presentades per Earls i Silverblatt (1976) i per Valderrama Fernández i Escalante Gutiérrez (1977) per als Andes del Perú. No obstant això se la considera així mateix amb una vessant negativa: la Pachamama té gana sovint i si no se la nodreix amb les ofrenes o si casualment se l'ofèn, ella provoca malalties.

## Història del culte
Els quítxues, els Tiwanaku i altres ètnies llauradores de la regió andina, realitzaven ofrenes en honor seu, sacrificant camèlids per vessar la seva sang. Entre altres objectes s'oferien fulles de coca, petxines marines mullu i sobretot el fetus de la llama, segons una creença per fertilitzar la terra sense que faltés mai la collita, aquest tipus d'ofertori se sol anomenar als Andes centre-meridionals "corpachada".
Amb l'arribada dels espanyols i la persecució de les religions natives (anomenada en aquella època "extirpació d'idolatries"), la Pachamama va començar a ser moltes vegades invocada a través de la Mare de Déu (Vegeu: sincresi).
Actualment es manté i conserva el sistema de creences i rituals relacionats amb la Pachamama, practicada principalment per les comunitats quítxua i aimara, i altres grups ètnics que han patit la influència quítxua-aimara, en les àrees andines de l'Equador, Perú i Bolívia, però també al nord de Xile i nord-oest de l'Argentina. A través dels emigrants, s'ha expandit a nombroses ciutats i grans metròpolis modernes com Buenos Aires, per aquest motiu es pot veure ocasionalment en aquesta ciutat (especialment en els anys noranta del segle xx i al present segle) a gent que, per exemple, vessa una mica del vi o la cervesa que està per beure tot dient: "abans per a la pacha".
La Pachamama, més les deïtats Mallku i Amaru, conformen la trilogia de la percepció aimara societat - natura; i els seus cultes són les formes més antigues de celebració que els aimares encara realitzen en l'actualitat.

## Ritual
El ritual central a la Pachamama és la Challa o pagament(tribut). Es realitza el primer dia del mes d'agost, durant tot el mes, i en molts llocs també el primer divendres de cada mes. També es realitzen cerimònies a la Pachamama en ocasions especials, com al marxar de viatge o en passar per una apacheta. Segons Mario Rabey i Rodolfo Merlino, antropòlegs argentins que han estudiat la cultura andina des de la dècades de 1970 a la de 1990, "el ritual més important és el challaco. Challaco és una deformació dels mots quítxua 'ch'allay' i 'ch 'allakuy', que es refereixen a l'acció de ruixar insistentment (Lira 1941: 160 i 161); en el llenguatge corrent dels camperols del sud dels Andes Centrals, la paraula 'Challa' s'usa com a sinònim de 'donar menjar i beure a la terra'. El challaco, tal com es practica a la zona estudiada (Merlino i Rabey 1983: 153-155), abasta una complexa sèrie de passos rituals que comencen en els habitatges familiars a la vigília, durant la qual es cuina un àpat especial, la tijtincha, i que culminen en un ull d'aigua o la presa d'una séquia on es realitza el ritual principal a la Pachamama, amb una sèrie d'ofrenes que inclouen menjar, beguda, fulles de coca i cigarretes "(Rabey i Merlino 1988).
La religió centrada en la Pachamama es practica en l'actualitat en forma paral·lela al cristianisme, fins al punt que moltes famílies són simultàniament cristianes i Pachamama (Merlino i Rabey 1983).